# Formula 3 - I ragazzi dell'autodromo
Formula 3 – I ragazzi dell'autodromo è un film drammatico del 1993, diretto da Andrea Bianchi (accreditato come Andrew White).